# 努鲁巨龙属
努鲁巨龙（属名：Nullotitan，意为“弗朗西斯科·努鲁的巨人”）是阿根廷圣克鲁斯省乔里略组的一属岩盔龙类恐龙，模式种兼唯一种冰川努鲁巨龙（Nullotitan glaciaris）于2019年和伊萨西奔龙在同一篇论文中发表。

## 发现与命名

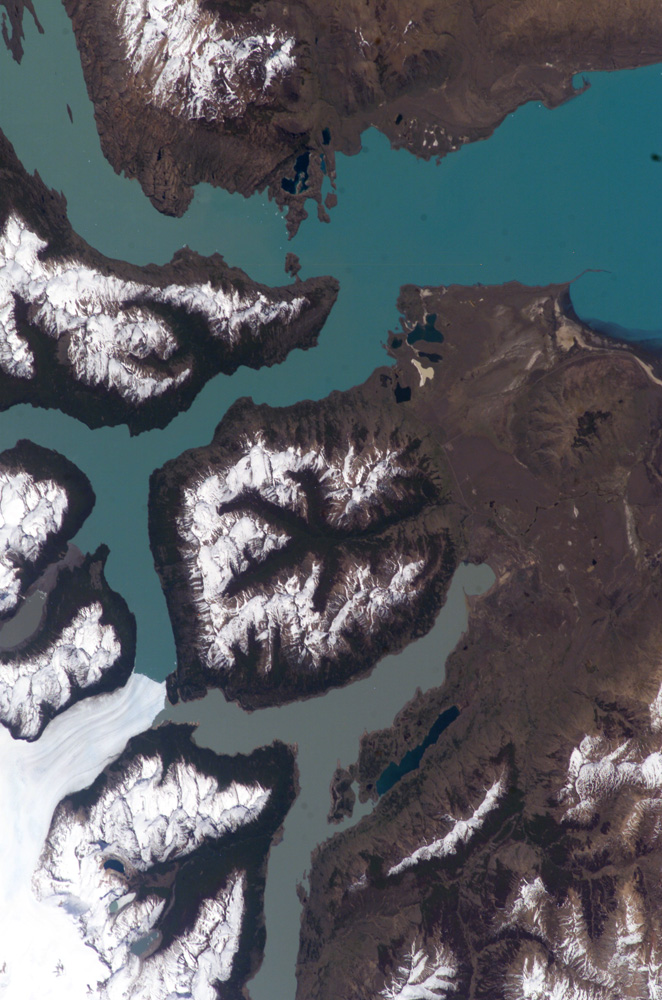
乔里略组的卫星图像（右侧中间），从该地层中发现了努鲁巨龙化石；左下角是莫雷诺冰川。

1980年，地质学家弗朗西斯科·努鲁（Francisco E. Nullo）注意到阿根廷圣克鲁斯省森蒂内拉河以南埃斯坦西亚·阿尔塔·韦斯塔（Estancia Alta Vista）的山坡上发现了蜥脚类骨骼。他向当时著名的古生物学家何塞·波拿巴（José Bonaparte）报告了这些发现。1981年，波拿巴挖出一块大型蜥脚类颈椎，并暂时归类于南极龙。2019年1月13日至17日和3月14日至19日期间对旧址进行重新安置和新的挖掘，并在埃斯坦西亚·拉·安尼塔（Estancia La Anita）发现了一个新遗址。2000年，一个全新的动物群在一个面积为2,000平方（770平方英里）的地区被发现。六块最早发现的蜥脚类骨骼后来被确认为新物种。
2019年，模式种冰川努鲁巨龙（Nullotitan glaciaris）由費爾南多·諾瓦斯、费德里科·利桑德罗·阿格诺林（Federico Lisandro Agnolin）、塞巴斯蒂安·罗萨迪拉（Sebastian Rozadilla）、亚历西克斯·摩罗·亚兰西亚加·罗兰多·费德里科·布里森·埃格里（Alexis Mauro Aranciaga-Rolando Federico Brisson-Egli）、马蒂亚斯·泽维尔·莫塔（Matias Javier Motta）、莫里西奥·塞罗尼（Mauricio Cerroni）、马丁·达里奥·艾兹库拉（Martin Dario Ezcurra）、奥古斯丁·吉列尔莫·马丁内利（Agustín Guillermo Martinelli）、朱莉亚·安格洛（Julia S D´Angelo）、格拉多·阿尔瓦雷兹·艾雷拉（Gerardo Alvarez-Herrera）、阿德里尔·罗伯托·亨蒂尔（Adriel Roberto Gentil）、塞尔吉奥·博根（Sergio Bogan）、尼古拉斯·罗伯托·奇门托（Nicolás Roberto Chimento）、乔尔迪·亚历克西斯·加西亚·马萨（Jordi Alexis García-Marsà）、加斯顿·洛·科克（Gastón Lo Coco）、塞尔吉奥·爱德华多·米奎尔（Sergio Eduardo Miquel）、法蒂玛·布里托（Fátima F. Brito）、埃泽奎尔·伊格纳西奥·维拉（Ezequiel Iganacio Vera）、瓦莱丽娅·苏珊娜·佩雷兹·洛伊纳泽（Valeria Susana Perez Loinaze）、玛丽埃拉·索莱达·费尔南德斯（Mariela Soledad Fernández）和莱昂纳多·萨尔加多（Leonardo Salgado）等人命名、叙述。大量作者是因为该文章描述了整个动物群，每个专家都贡献了自己的力量。属名纪念弗朗西斯科·努鲁，并加上希腊语后缀titan（“巨人”）；种名取自化石发现地附近的莫雷诺冰川（Perito Moreno Glacier）。
正模标本MACN-PV 18644; MPM 21542发现于下乔里略组的一层中，地质年龄可追溯到坎帕阶马斯特里赫特阶，由缺少颅骨的部分骨骼组成，包括：第三节颈椎（标本MACN-PV 18644，由波拿巴在1981年发现）、尾椎、颈肋、肋骨、左肩胛骨、右股骨末端、右胫骨、右腓骨和右踝骨。这些骨骼分布零散，但被认为属于同一个体。

## 种系发生学
努鲁巨龙于2019年归入泰坦巨龙类下的巨像龙类，但确切演化关系尚不明确。